# Каліпта
Калі́пта (Calypte) — рід серпокрильцеподібних птахів родини колібрієвих (Trochilidae). Представники цього роду мешкають на заході Північної Америки.

## Види
Виділяють два види:
- Каліпта рубіновоголова (Calypte anna)
- Каліпта аметистовоголова (Calypte costae)

## Етимологія
Наукова назва роду Calypte походить або від слова дав.-гр. καλυπτρη — хустка, головний убір, або від імені німфи Каліпсо з давньогрецької міфології.